# Pseudaclytia minor
Pseudaclytia minor là một loài bướm đêm thuộc phân họ Arctiinae, họ Erebidae.